# Hydropsyche viduata
Hydropsyche viduata là một loài Trichoptera hóa thạch trong họ Hydropsychidae.